# Max Leitner (Politiker)
Maximilian „Max“ Leitner (* 24. Mai 1882 in Wildberg bei Kirchschlag bei Linz/Altenberg bei Linz/Hellmonsödt; † 14. September 1938 in Linz) war ein österreichischer Forst- und Gutsverwalter sowie Politiker und als solcher von 1934 bis 1938 Oberösterreichischer Landtagsabgeordneter.

## Leben und Wirken
Max Leitner wurde am 24. Mai 1882 in der kleinen Ortschaft Wildberg in der Umgebung der Gemeinden Kirchschlag bei Linz/Altenberg bei Linz/Hellmonsödt als Sohn des Försters Markus Leitner (1844–1889) und dessen Ehefrau Josefa (geborene Weber; 1853–1934) geboren. Er hatte einen Bruder, Karl (1884–1934). Die familiäre Bindung zum Forstberuf ist durch fünf Generationen nachgewiesen. So begann auch Leitner nach dem Besuch der Volksschulen in Ferschnitz und Grein, sowie dem Gymnasium in Ried in der Riedmark, an dem er 1903 maturierte, ein Studium der Forstwirtschaft an der Hochschule für Bodenkultur Wien. Während seiner Studienzeit kam er in Kontakt mit der im Jahre 1900 gegründeten KÖStV Kürnberg, einer farbentragenden und nichtschlagenden Studentenverbindung und Mitglied des Österreichischen Cartellverbandes (ÖCV), deren Mitglied er am 5. Oktober 1903 wurde und den Couleurnamen Reinmar erhielt. Bereits während des Studiums arbeitete er als Forstingenieur in Südböhmen.
Im Jahre 1910 schloss er diese als Dipl.-Ing. ab und war in weiterer Folge als Forstkontrollor des Stiftes Hohenfurth (Kloster Vyšší Brod in Vyšší Brod) tätig. Zu Beginn des Ersten Weltkrieges trat Leitner im Jahre 1914 seinen Kriegsdienst an und war dabei hauptsächlich an der italienischen Front eingesetzt. Hier geriet er auch in Kriegsgefangenschaft, aus der er erst im September 1919 heimkehrte. Danach war er wieder als Forstkontrollor des Stiftes nahe der österreichischen Grenze tätig. Da er an der Übernahme der tschechischen Staatsangehörigkeit nicht interessiert war, musste Leitner die Abtei Hohenfurth verlassen und übernahm stattdessen die Leitung des Forstbetriebes des Stifts Schlägl. Während seiner dortigen Dienstzeit stellte er den Holztransport vom Wasserweg (über den Schwarzenbergscher Schwemmkanal) auf den Straßentransport mit Lastkraftwagen um.
Im Jahre 1929 folgte er dem Angebot von Ernst Rüdiger Starhemberg und übernahm die Leitung der Starhembergschen Güter. Parallel zu dieser ohnehin schon sehr anspruchsvollen Aufgabe trat Leitner in der 15. Wahlperiode des Oberösterreichischen Landtags von 1. November 1934 bis 18. März 1938 als Abgeordneter in Erscheinung. Leitner vertrat dabei den Berufsstand Land- und Forstwirtschaft (L/F). Darüber hinaus war er Vizepräsident der oberösterreichischen Landwirtschaftskammer und in mehreren wirtschaftlichen Organisationen tätig.
Mit dem Anschluss Österreichs wurde Leitner des Diensts enthoben; weiters folgten eine Bezugseinstellung und ein Wohnungsverlust. Einem seelischen Zusammenbruch folgte ein körperlicher, ehe sich Leitner am 14. September 1938 im Alter von 56 Jahren in Linz das Leben nahm. Anderen Quellen zufolge soll er schwer erkrankt verstorben sein. Unter großer Teilnahme der Bevölkerung wurde Leitner daraufhin in Aigen-Schlägl bestattet.

## Familie
Max Leitner war in erster Ehe ab 29. Mai 1911 mit Hedwig (geborene Gafgo; 1882–1921) verheiratet. Aus dieser Ehe entstammen die drei Söhne Max (1912–1945), Karl Hermann (1913–1999) und Hubert (1921–gefallen 1942 oder 1943 bei Stalingrad). In zweiter Ehe war er nach dem frühen Ableben seiner ersten Frau ab 12. Oktober 1922 mit Maria (geborene Kern; 1899–1944) verheiratet. Aus dieser Ehe entstammen wiederum die Kinder Hedwig (geb. 1923), Raphaela (1928–1996), Irmtraud (1929–1944; bei einem Bombenangriff auf Linz), Roswitha (1936–1989) und Ernst (Kern-Leitner) (geb.1938).
Die Söhne Max, ein späterer Forstmeister, Karl Hermann, der es bis zum Forstdirektor der österreichischen Bundesforste brachte, und Ernst, ein erfolgreicher Geschäftsmann im Elektrizitäts- und Elektronikbereich, waren allesamt Mitglieder der KÖStV Kürnberg.